# قعده
قعده (به عربی: القعدة) یک شهرداری در الجزایر است که در استان معسکر واقع شده‌است.
 قعده  ۴٬۱۱۹ نفر جمعیت دارد.